# Ceratostylis angustifolia
Ceratostylis angustifolia är en orkidéart som beskrevs av Henry Nicholas Ridley. Ceratostylis angustifolia ingår i släktet Ceratostylis och familjen orkidéer. Inga underarter finns listade i Catalogue of Life.